# ADO Den Haag
L'ADO Den Haag és un club de futbol neerlandès de la ciutat de La Haia. ADO significa Alles Door Oefening, en català Tot Mitjançant la Pràctica.

## Història[2]
L'ADO és el principal club de La Haia. Els orígens del club es remunten a l'1 de febrer de 1905 amb la fundació de l'ADO Den Haag. L'any 1954 s'havia creat un altre club anomenat Scheveningen Holland Sport, com a fusió d'altres dos clubs, el BVC Rotterdam i el BVC Flamingo's.
L'any 1971 es fusionaren el Holland Sport i l'ADO formant el FC Den Haag-ADO. Aquell mateix any participà per primer cop a la Copa de la UEFA. El 1976, es va anomenar FC Den Haag la seva part professional i ADO la branca amateur. L'any 1996 el club adoptà la seva denominació actual HFC ADO Den Haag.

## Estadi
Juga els seus partits com local a l'estadi multiusos Bingoal Stadion, inaugurat el dia 27 de juliol de l'any 2007. Té una capacitat de 15000 persones i està ubicat als afores de la ciutat. Va costar vora 27 milions d´euros.

## Palmarès

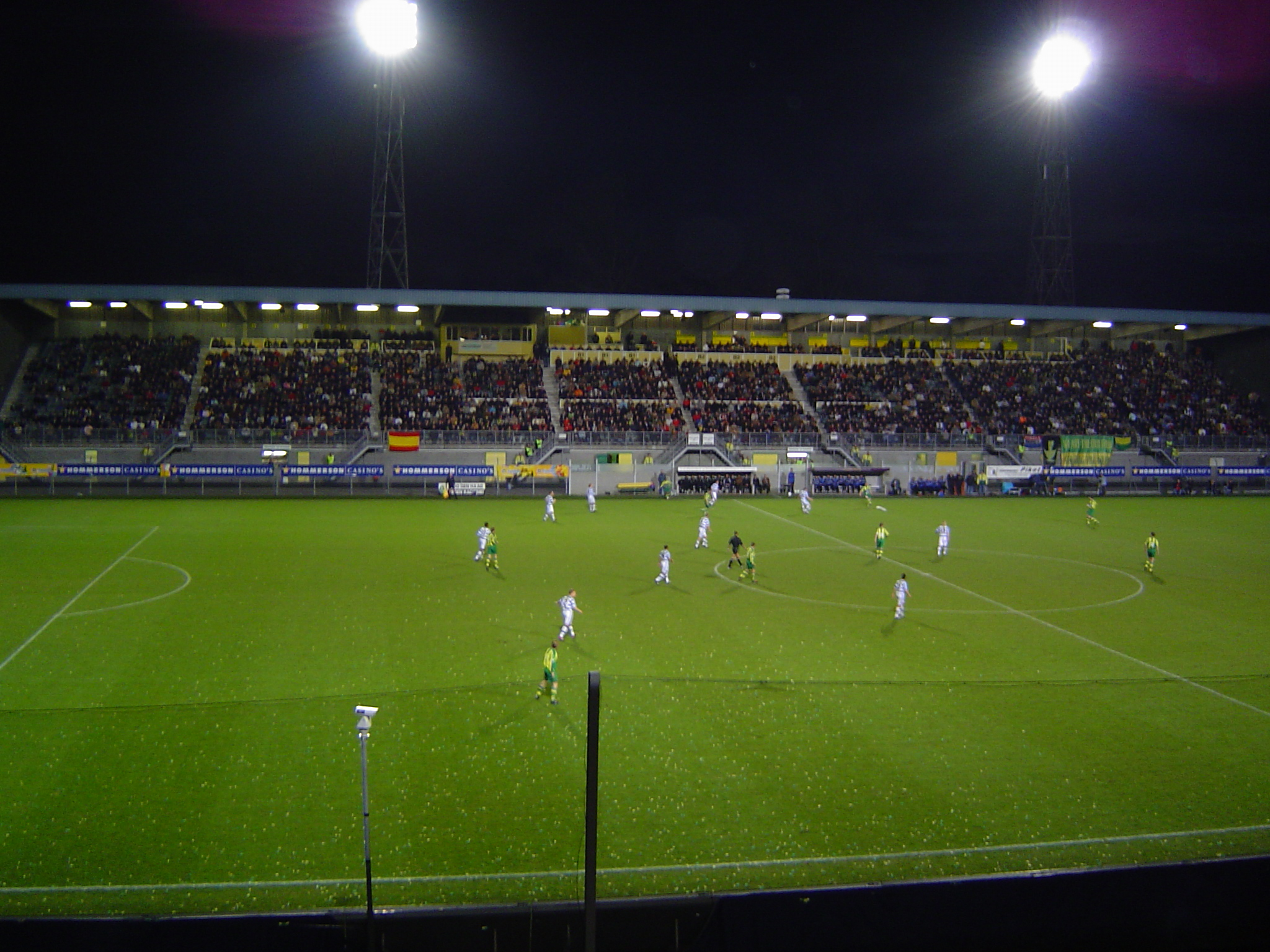
Estadi Zuiderpark

- Eredivisie:[6]
  - 1942, 1943
- Copa KNVB:[7]
  - 1968, 1975
- Eerste Divisie:[8]
  - 1956/57, 1985/86, 2002/03

## Jugadors destacats

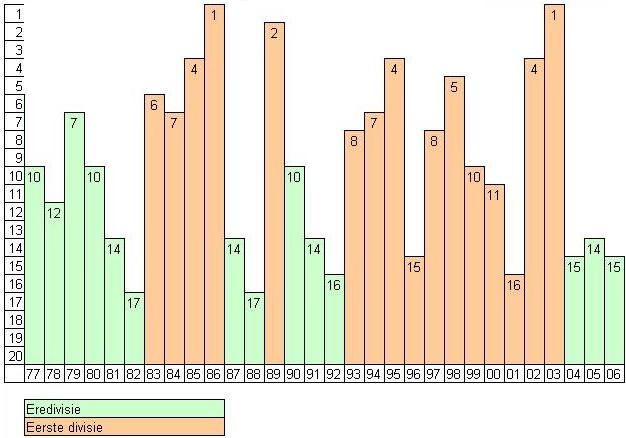
Gràfica ADO Den Haag 1977-2006

- Harald Berg
- Martin Jol
- Richard Knopper.
- Aad Mansveld
- Tony Morley
- Lex Schoenmaker
- Jeffrey Talan
- Sjaak Polak

## Entrenadors destacats
- Ernst Happel (1962-1969)
- Vaclav Jezek (1969-1972)
- Vujadin Boškov (1974-1976)
- Piet de Visser (1978-1980)
- Anton Malatinský (1976-1978)
- Co Adriaanse (1988-1991)
- Rinus Israël (2001-2004)